# Молочне (Мелітопольський район)
Мордви́нівка — село в Україні, у Новенській селищній громаді Мелітопольського району Запорізької області. Населення — 1004 осіб. До 2020 року орган місцевого самоврядування — Мордвинівська сільська рада.

## Географія
Село Мордвинівка розташоване на лівому березі річки Молочна, яка через 3 км впадає у Молочний лиман, вище за течією на відстані 3,5 км розташоване село Костянтинівка. Річка в цьому місці звивиста, утворює лимани, стариці та заболочені озера. Поруч пролягає автошлях міжнародного значення М14E58.

## Історія

### За часів Російської імперії
Під час російсько-турецької війни (1787—1791) по землях сучасного села Молочне проходила російська армія під командуванням Олександра Суворова, з нагоди цієї події одна з вулиць села була названа його честь.
За мужність, виявлену в ході російсько-турецької війни, Ламброс Кацоніс був підвищений у майори і отримав у володіння Мордвинівські землі. Кацоніс був видатним діячем грецького національно-визвольного руху проти турецького ярма, а під час російсько-турецької війни командував добровольчою грецькою флотилією, що билася на боці Росії. Кацоніс, що цікавився війною набагато більше, ніж землеробством, продав свої землі графу Миколі Мордвинову.
На той час біля броду через річку Молочну знаходилося невелике поселення ногайців. Пізніше ногайці переселилися ближче до Азовського моря, а на землях Мордвинова оселилися перші сім селянських родин.
У 1811 році Аркадій Столипін одружився з Вірою Миколаївною Мордвиновою, дочкою графа, і отримав землі в посаг. У 1835—1847 роках населення села значно зросло в результаті переселення селян з Столипіна, іншого маєтку Аркадія Олексійовича, розташованого у Пензенській губернії.
У 1864 році, після скасування кріпосного права, селяни Мордвинівки отримали землі, але самі неродючі, з солончаком — біля річки і ближче до лиману. Кращі землі залишилися панові. Незадоволені таким розподілом землі, у 1865 році селяни написали листа царю. 80 жителів села поставили під ним хрестики, а Петру Лук'янову і Макару Федосєєву було доручено доставити скаргу царю. Після цього землі були розподілені більш справедливо.
Рік заснування храму в селі досконало невідомий (за однією з версій — 1860 рік). Відомо, що його відкриття відбулося 30 вересня, в День Віри, Надії та Любові. Стіни храму збереглися дотепер. Поруч з храмом була церковно-приходська школа.
Наприкінці XIX — початку XX століття в селі діяли сільська управа, земська школа, лавка, булочна. За графської економією був розпланований сад з алеєю з білих і червоних троянд, ставком і альтанкою, а за селом був виноградник.

### У Радянському Союзі
У 1920 році в селі відкрита семирічна трудова школа, очільником якої був Ф. І. Гладилін.
У 1925 році в селі вироблялося соняшникова олія, працювала кузня.
Під час німецько-радянської війни в районі села точилися запеклі бої. Саме тут радянські війська штурмували оборонну лінію «Пантера-Вотан», яку створили німецько-фашистські війська на правому березі річки Молочної. «Історія міст і сіл Української РСР» так описує одна з подій тих боїв: Мордвинівка була звільнена радянськими військами 21 вересня 1943 року. У 1943 році в селі поховано Героя Радянського Союзу Гната Павлюченкова, який загинув у боях на річці Молочній.

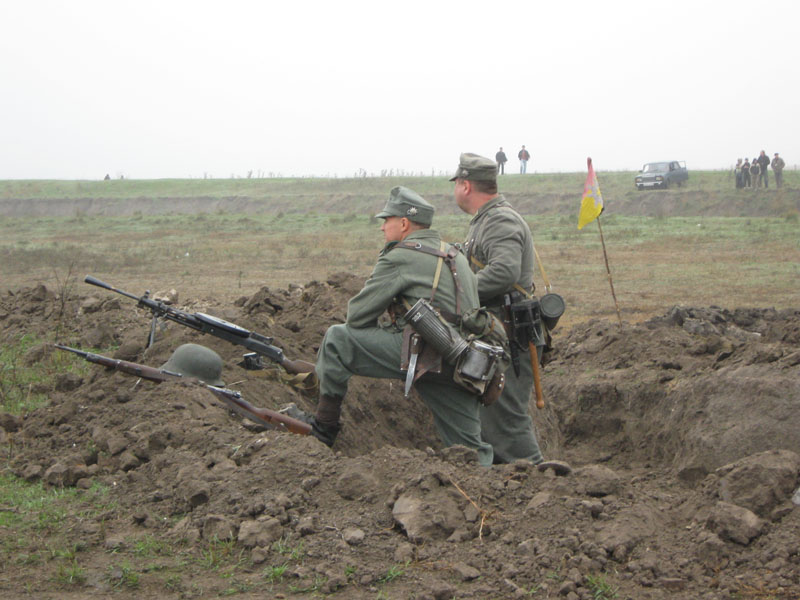
Реконструкція боїв за село
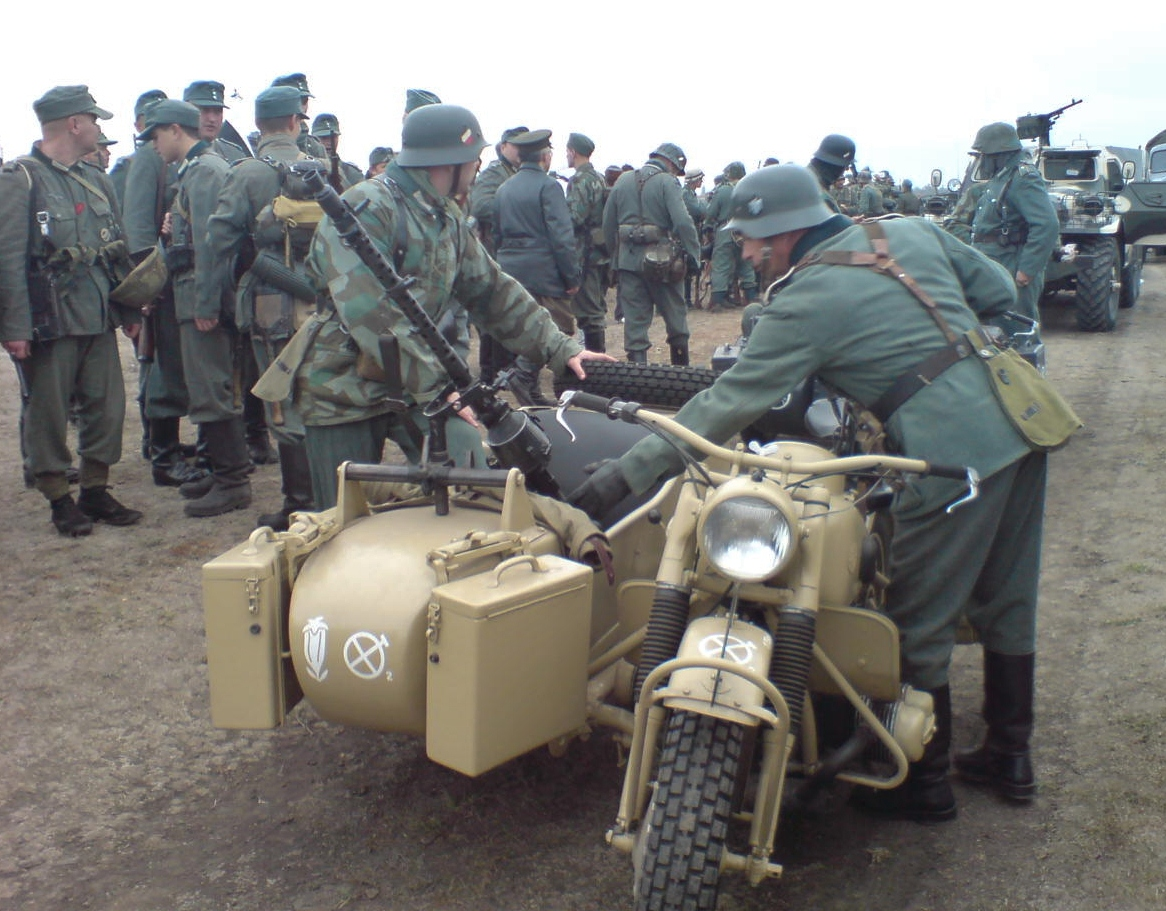
На німецьких позиціях
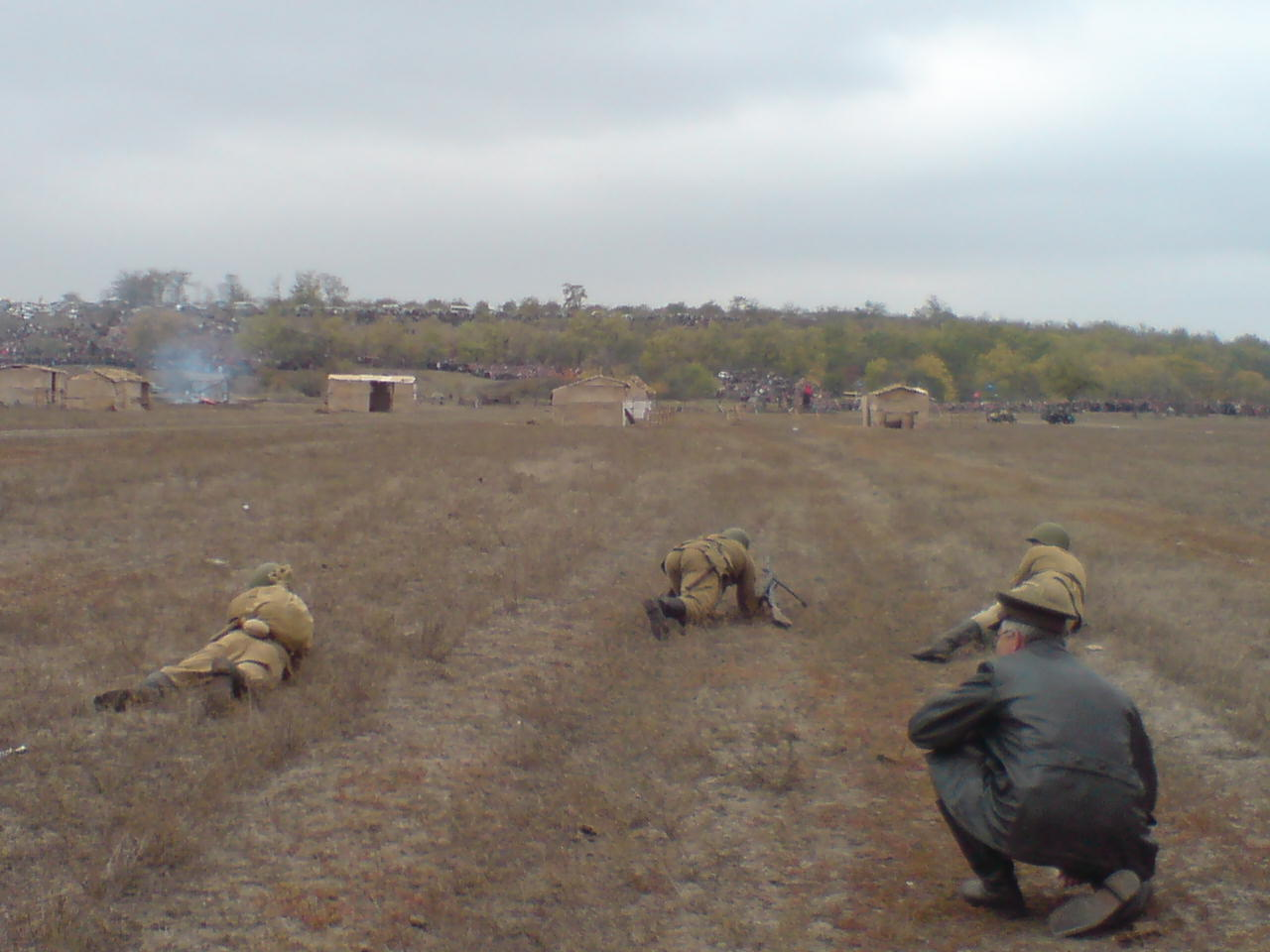
Наступ радянської армії
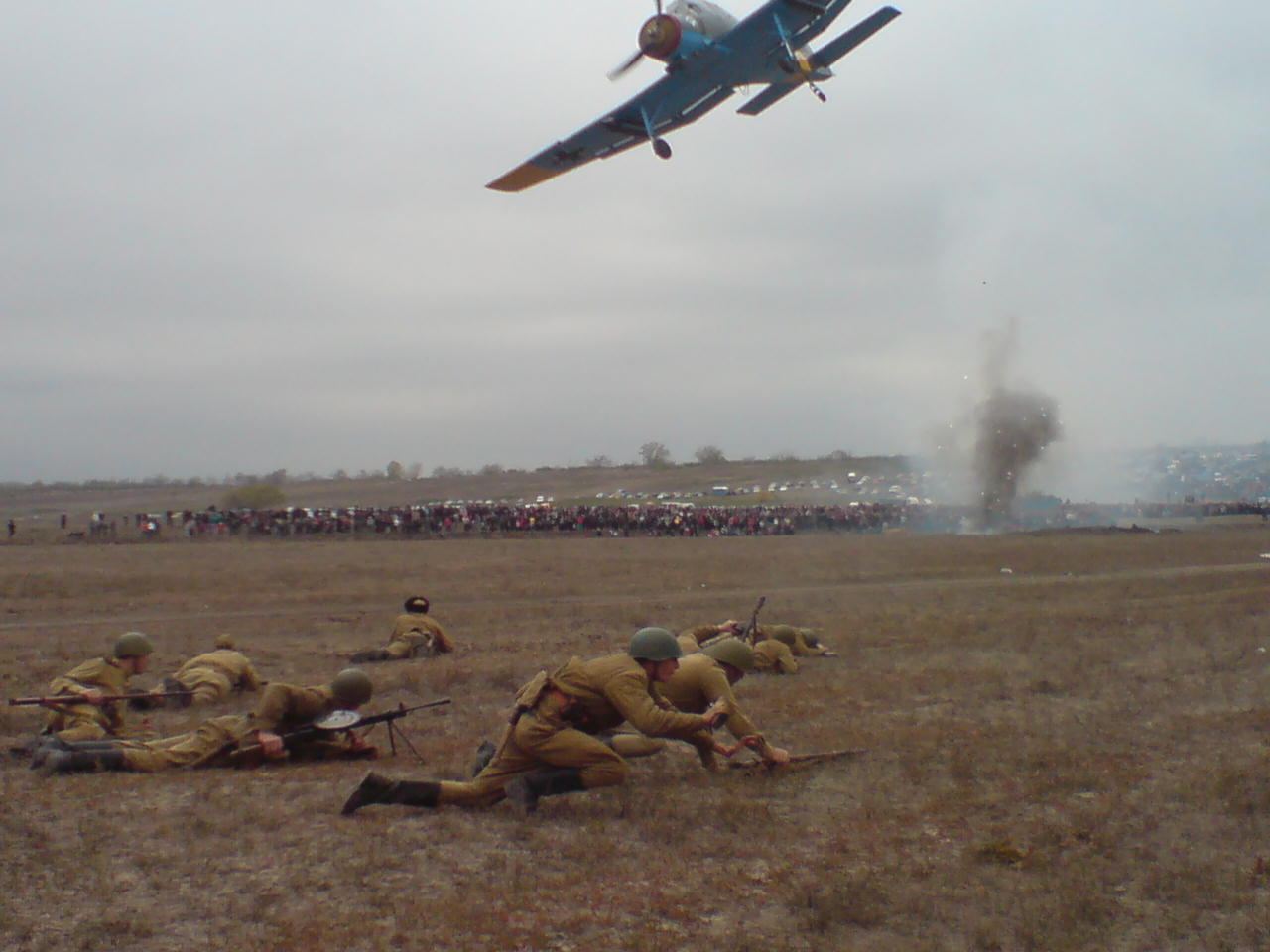
Літак над радянським підрозділом

У роки застою в селі розташовувався колгосп «Ідея Ілліча». Мордвинівка була підпорядкована Костянтинівській сільраді, поки у 1987 році не була утворена Мордвинівська сільська рада.

### У Незалежній Україні
У 2009—2010 роках був розроблений проєкт газифікації села. Станом на 2012 рік прокладка магістрального трубопроводу тривала.
До 2024 року село мало назву Мордвинівка, на честь графа Миколи Мордвинова, якому колись належало.
10 квітня 2024 року Комітет Верховної Ради України з питань організації державної влади, місцевого самоврядування, регіонального розвитку та містобудування підтримав перейменування села на Молочне.
18 вересня 2024 року, відповідно з постановою Верховної Ради України № 12043, ухвалено рішення про перейменування села Мордвинівка на Молочне.

## Економіка
В селі Молочне до російської тимчасової окупації розташовувалися два сільськогосподарських підприємства — ТОВ «Маяк» і СМК «Злагода». Частина жителів села працюють в приватному цеху з переробки риби. Крім того, чимало селян живуть за рахунок своїх домогосподарств та здачі молока від власних корів. Молоковози трьох переробних підприємств (мелітопольського молокозаводома «Олком», Якимівського та Молочанського молокозаводів) курсують селом і скуповують молоко у населення.
У 2011 році ТОВ «Юрокейп Юкрейн» орендувала землю на території Мордвинівської сільської ради для будівництва вітрових електростанцій.

## Об'єкти соціальної сфери
- Загальноосвітня школа І—ІІІ ступенів розташована на вул. 50 років Жовтня, 1. У школі 11 класів, 89 учнів і 28 співробітників. Директор Апеніни Ольга Миколаївна. У школі працюють краєзнавчий гурток «Пам'ять», хоровий і танцювальний гуртки, гуртки інформатики та обробки дерева. У школі працює організація учнівського самоврядування ДІМ (Дитяча організація мордвинівців) на чолі з власним президентом. Силами учнів видається щомісячна шкільна газета[9]
- Клуб.[10].

## Пам'ятки
- Бліндаж, в якому у вересні — жовтні 1943 року розташовувалися командні пункти 463 полку 118-ї стрілецької дивізії і 117-го артилерійського полку Південного фронту.
- В Молочному знаходяться два ботанічних заказники. У заказнику Молочний площею 502 га, виростають ромашка лікарська, подорожник та інші лікарські рослини. Заказник Мордвинівський — цілиннз колишньою назвою ділянка степу площею 10 га[11]
- Фортеця Російської імперії часів російсько-турецької війни (1735—1739) на березі річки Молочної була знайдена восени 2011 року. Земляні укріплення у формі зірки добре збереглися понині[12].
- В центрі села знаходяться братська могила і пам'ятник, побудований на честь загиблих воїнів у 1976 році. Поруч посаджений парк імені 118-й Мелітопольської стрілецької дивізії.
- Біля села знайдені залишки поселення осілих сарматів.

Пам'ятки села Молочне
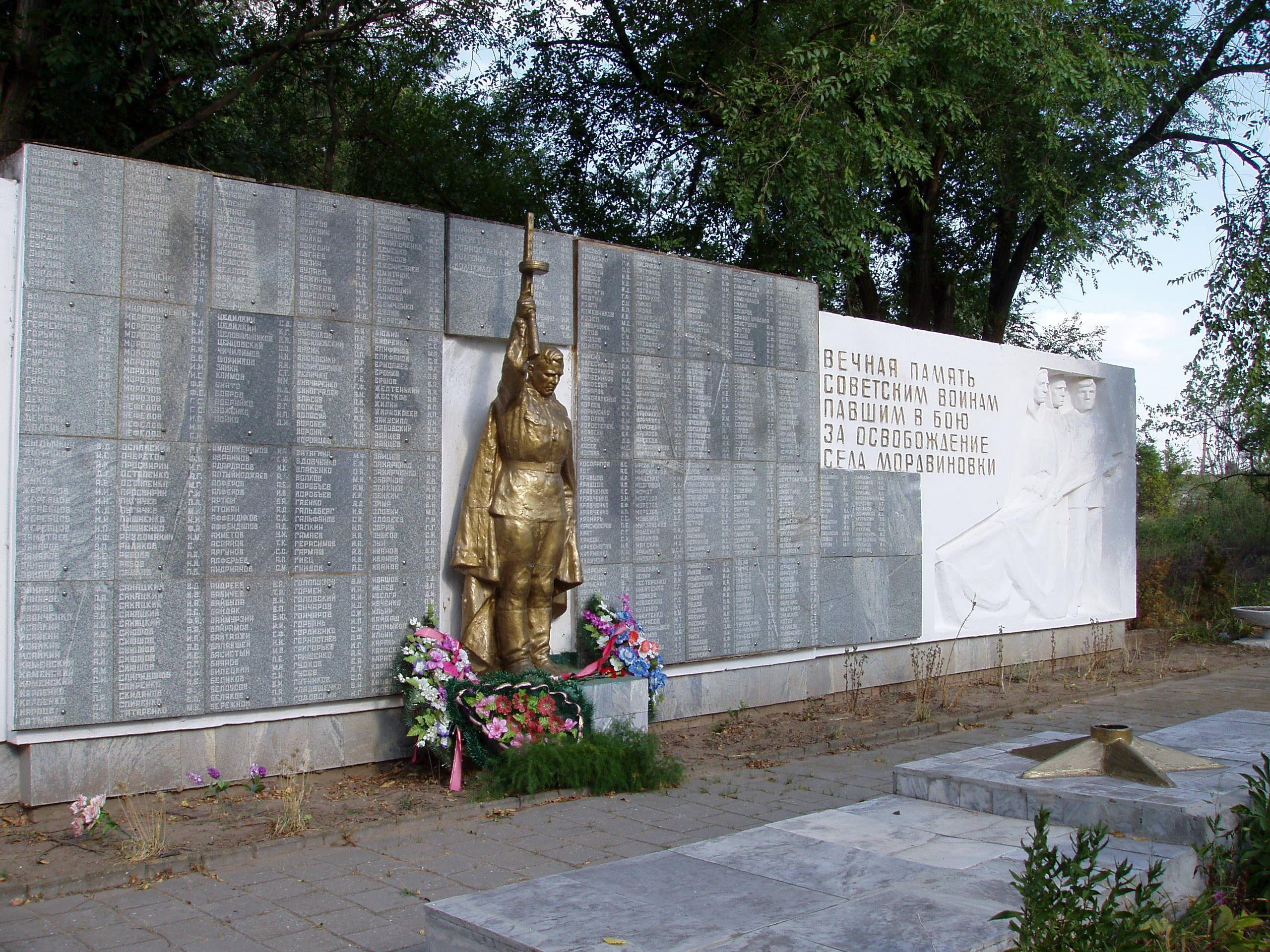
Меморіал на братській могилі
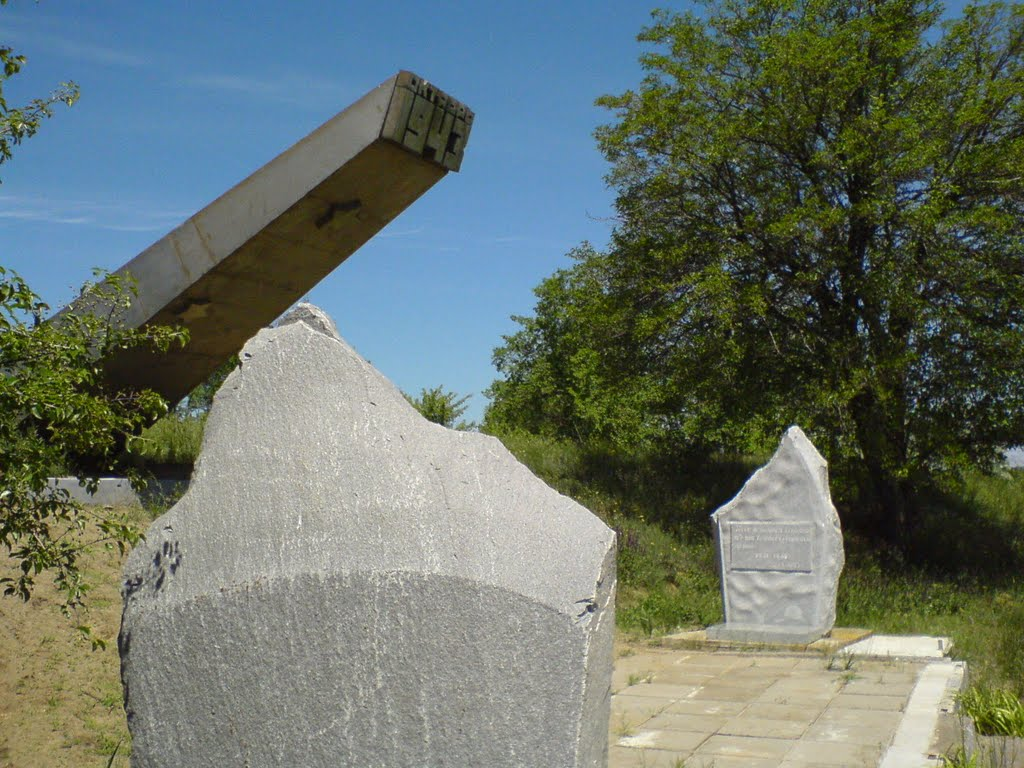
Братська могила на березі Молочної річки
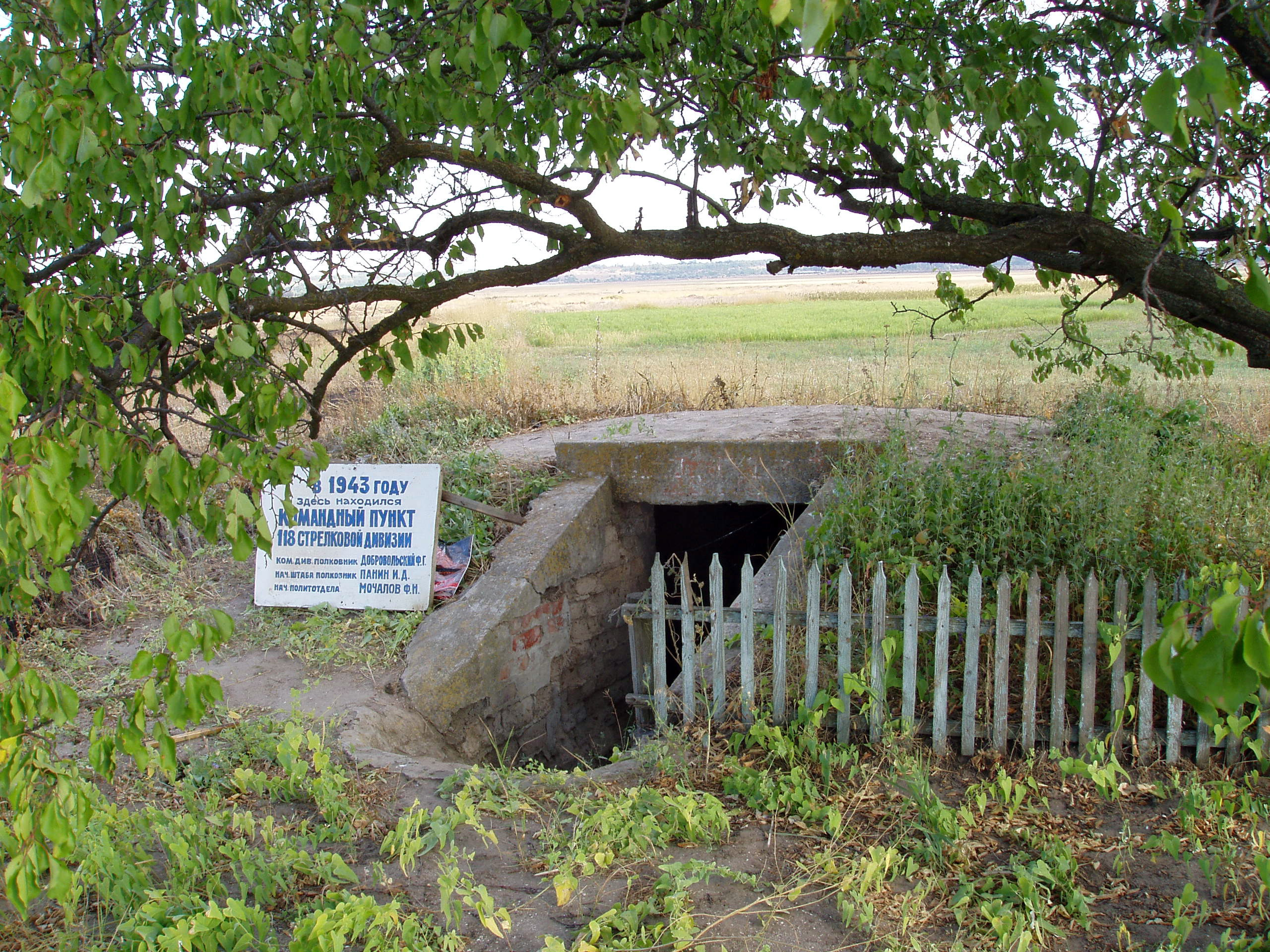
Бліндаж, де був розташований командний пункт
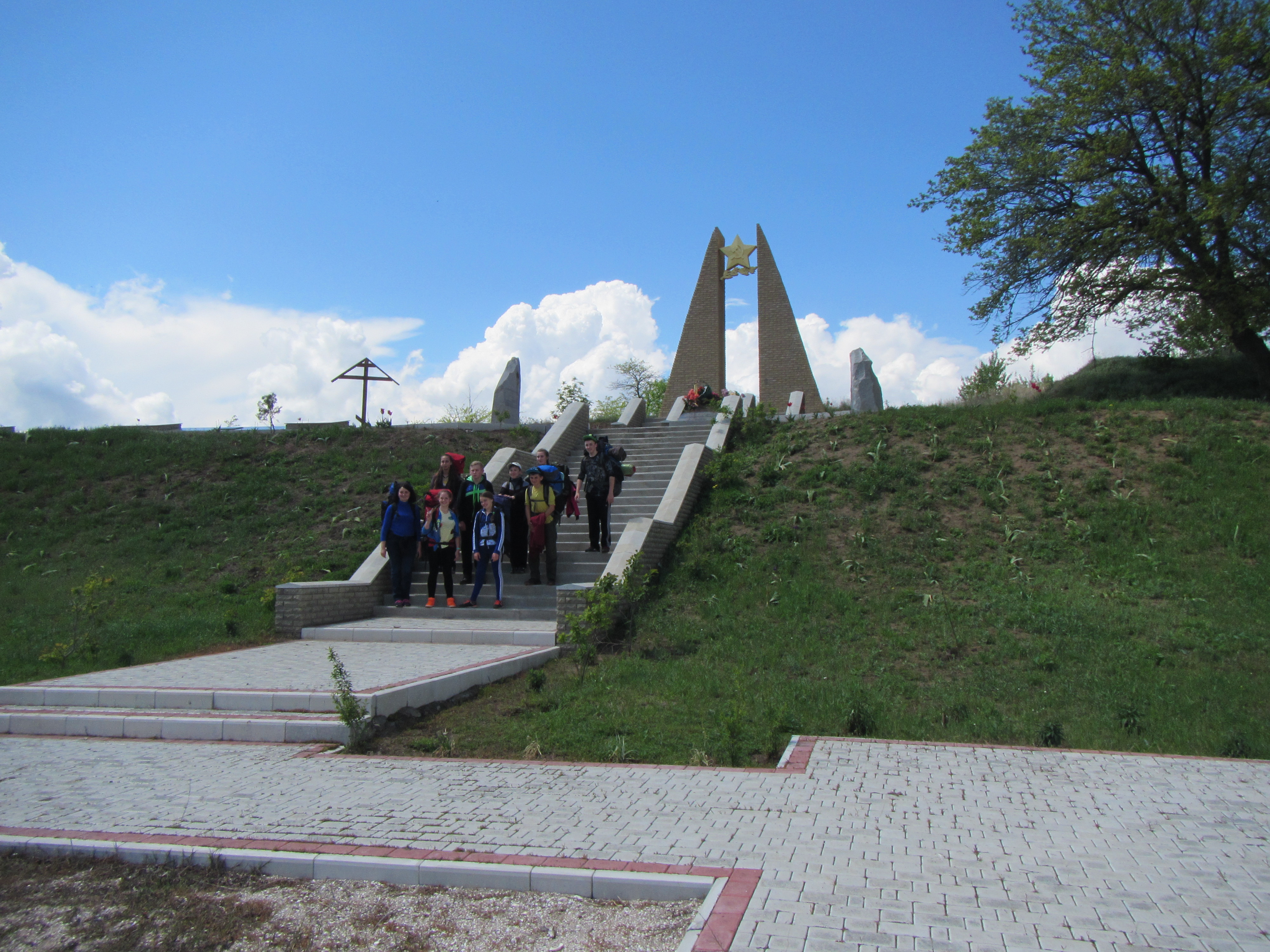
Туристська група на місці прориву німецької лінії оборони «Вотан» радянськими військами